# Societatea Română de Geografie
Societatea Română de Geografie este o instituție culturală română, fondată în 1875 sub denumirea de Societatea Română Regală de Geografie, cu scopul de a reuni cercetătorii și specialiștii români din domeniul geografiei, după modelul societăților științifice occidentale. Împreună cu Societatea Academică Română, fondată în 1866, a contribuit la punerea bazelor instituționale ale cercetării și învățământului geografic din România. Societatea publică  Buletinul Societății geografice române (1876-1943), Marele dicționar geografic al României (1898-1902), precum și numeroase descrieri de călătorie, expediții geografice, turism.